# Нардо ді Чоне
Нардо ді Чоне (р.н.н.-1366) - флорентійський художник доби середньовіччя.

## Біографія

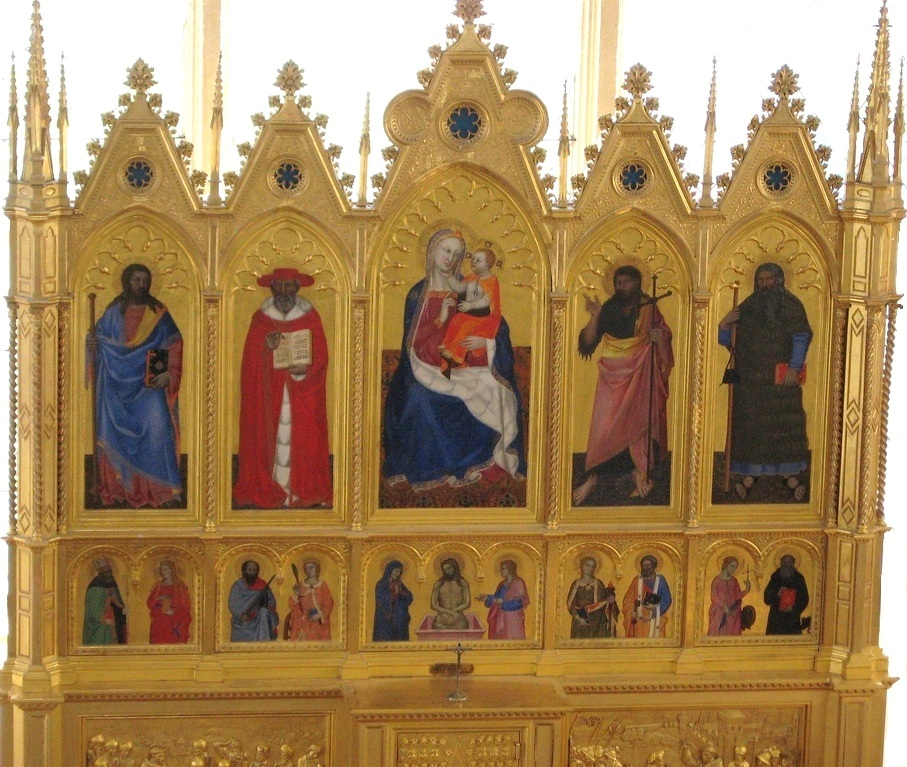
Бойницький вівтар. 1340/1360. Бойницький замок. Словаччина

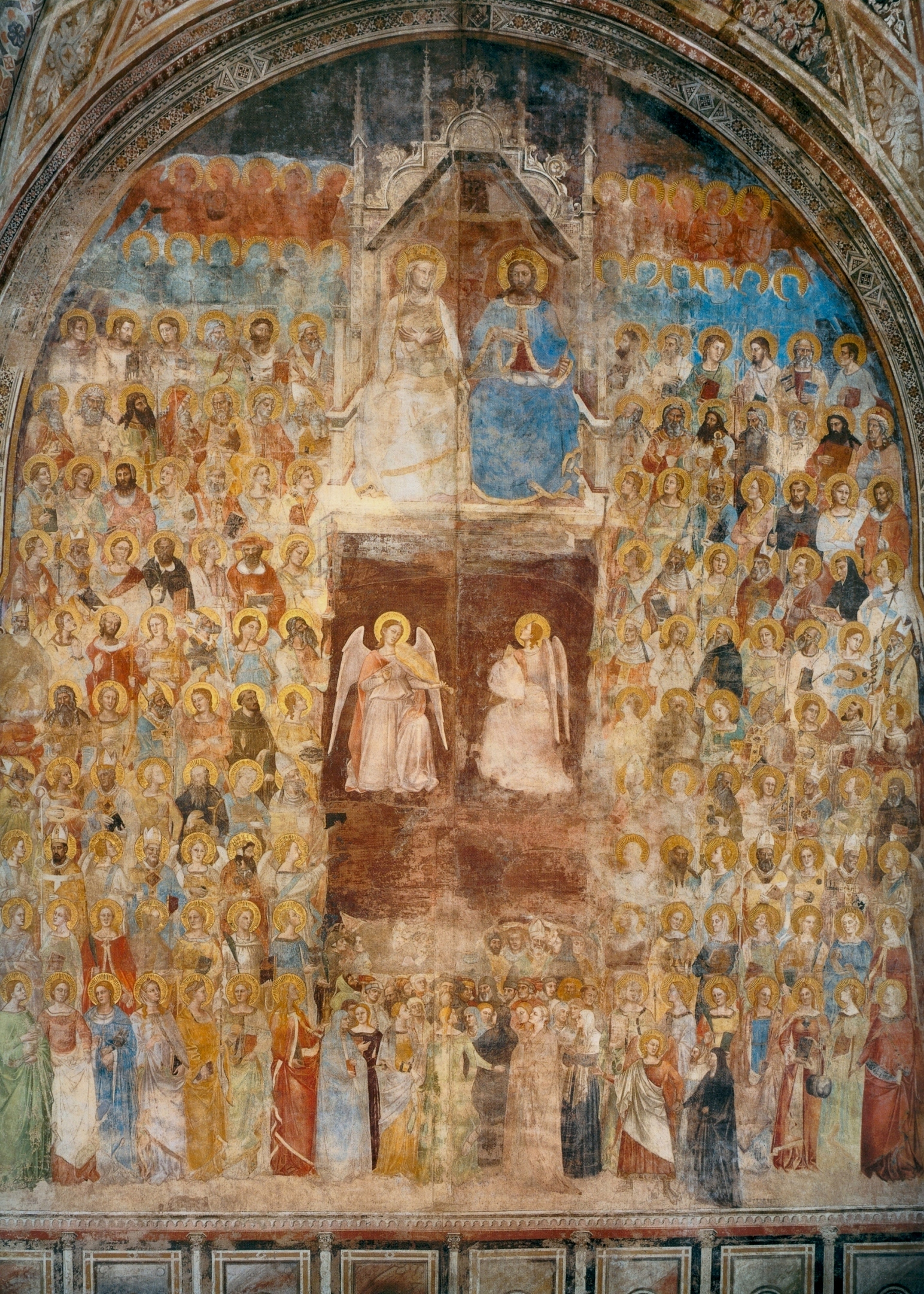
Фреска «Рай». 1360. Капела Строззі

Належав до великої родини ді Чоне, а його брати Якопо ді Чоне, Андреа ді Чоне, Маттео ді Чоне, займались спорудженням, оздоблення храмів Флоренції. Працював переважно у спілці з братами. Великий вплив на його творчість мав Джо́тто ді Бондо́не. Нардо, Якопо, Андреа належали до найпрестижнішого з семи цехів Флоренції Arte dei Medici e Speziali, куди належали лікарі, фармацевти і малярі. Власне перша задокументована згадка Нардо ді Чоне походить з списку цього цеху 1346/48 років. Як найкращих майстрів, на 1348 братів Наро і Андреа рекомендували магістрату міста Пістойя для виготовлення вівтаря церкви Сан Джованні. Вазарі вказував, що він навчив брата Андреа фресковому і темперному живопису(помилково називаючи його Бернардо). Брати працювали в спільній майстерні до 1360-х років. Відзначають власний чуттєвий стиль Нардо ді Чоне.
Разом з братом Андреа брав участь в оздобленні каплиці Строззі базиліки Санта-Марія-Новелла. Намалював фрески «Рай», «Пекло», «Страшний суд» разом з малярем Джованні дель Бйондо (1351—1357). Нардо ді Чоне 21 травня 1365 написав заповіт, залишивши все майно братам Андреа, Якопо, Маттео. На основі цього зробили висновок, що він помер неодруженим, хоча відомі згадки про його сина Джованні.
Не збереглось жодного підписаного твору Нардо ді Чоне. Вважають, що він виконав Розп'яття з головного вівтаря (нині флорентійська Галерея Уффіці), Мадонна з немовлям (Інститут мистецтв у Міннеаполісі), Мадонну з немовлям і святими (Національна галерея мистецтв США, Вашингтон), Мадонна з немовлям (Художній музей Мілвокі), фрески в костелі Бадія Фйорентіна та ще декілька творів.